# Per Hækkerup
Per Christen Hækkerup, född den 25 december 1915 i Ringsted, död den 13 mars 1979 i Herritslev, var en dansk socialdemokratisk politiker och minister.

## Biografi
Hækkerup var son till H.K. Hækkerup, lillebror till Hans Erling Hækkerup, gift med Grete Hækkerup, far till Hans och Klaus Hækkerup och farfar til Nick och Ole Hækkerup.
Han var en av Danmarks färgstarkaste och populäraste politiker och blev ledamot i Folketinget 1950. Han intog en stark ställning inom det socialdemokratiska partiet som en av ledarna för dess moderata flygel. 
Hækkerup innehade en rad ministerposter:
- Utrikesminister i regeringen Jens Otto Krag I
- Utrikesminister (till den 28 november 1966) i regeringen Jens Otto Krag II
- Ekonomi- och budgetminister i regeringen Jens Otto Krag III
- Ekonomi- och budgetminister (till den 27 september 1973, därefter enbart ekonomiminister) i regeringen Anker Jørgensen I
- Ekonomiminister i regeringen Anker Jørgensen II
- Handelsminister (från den 8 september 1976 till den 26 februari 1977) i regeringen Anker Jørgensen II
- Minister utan portfölj med ansvar för ekonomisk samordning (till den 13 mars 1979) i regeringen Anker Jørgensen III